# 大久保拓朗
大久保 拓朗（おおくぼ たくろう、1982年2月13日 - ）は日本の映像ディレクター。ミュージック・ビデオの演出などを手がける。

## 人物
1982年、東京都出身。自由学園を卒業後、ロンドンのレイブンズボーン・カレッジ・オブ・デザイン・アンド・コミュニケーションで映像を専攻。帰国後、2007年より株式会社セップ所属。
兄は日本映画史を研究している大久保清朗。

## 受賞歴
- MTV VMAJ 2018・最優秀撮影賞 - Little Glee Monster「世界はあなたに笑いかけている」[5]
- MTV VMAJ 2020・最優秀ポップビデオ賞 - Little Glee Monster「足跡」[6]
- MTV VMAJ 2025「Best Storytelling Video」ー「幾億光年」[7]

## 作品

### ミュージック・ビデオ
あ行
- AI
  - 「ハピネス」

- あいう♥らぶ
  - 「カニ☆Do-Luck!」

- 赤色のグリッター
  - 「愛の舌打ち」
  - 「未来飛行機」

- アカシック
  - 「マイラグジュアリーナイト」

- ACID ANDROID
  - 「roses」

- 阿部真央
  - 「最後の私」
  - 「貴方が好きな私」
  - 「always」
  - 「それぞれ歩き出そう」
  - 「Believe in yourself」
  - 「優しい言葉」
  - 「You changed my life」
  - 「Don't let me down」

- Applicat Spectra
  - 「セントエルモ」 (LIVE Ver.)

- [Alexandros]
  - 「Girl A」

- 家入レオ
  - 「イジワルな神様」

- 生田絵梨花
  - 「Laundry」
  - 「だからね」

- 板野友美
  - 「Crush」

- 伊藤美来
  - 「Shocking Blue」
  - 「閃きハートビート」
  - 「PEARL」
  - 「Plunderer」
  - 「Good Song」
  - 「BEAM YOU」
  - 「No.6」
  - 「パスタ」
  - 「青100色」
  - 「Gift」
  - 「点と線」
  - 「Now On Air」

- 稲葉浩志
  - 「oh my love」

- EGNISH
  - 「Peace Maker」

- indigo la End
  - 「渚にて幻」
  - 「白いマフラー」
  - 「sweet spider」
  - 「名もなきハッピーエンド」
  - 「ダビングシーン」
  - 「さよならベル」
  - 「夏夜のマジック」
  - 「悲しくなる前に」
  - 「チューリップ」
  - 「夜漁り」
  - 「夜風とハヤブサ」
  - 「フラれてみたんだよ」
  - 「たまゆら」
  - 「邦画」
  - 「名前は片想い」
  - 「瞳のアドリブ」
  - 「忘れっぽいんだ」
  - 「カンナ」
  - 「プルシュカ」
  - 「ラムネ」

- in NO hurry to shout
  - 「Close to me」

- We Need Surgery
  - 「Go Go Go!」

- 内田真礼
  - 「創傷イノセンス」
  - 「ギミー!レボリューション」
  - 「世界が形失くしても」

- Uru
  - 「アンビバレント」

- Aぇ! group
  - 「《A》BEGINNING」

- A.B.C-Z
  - 「Shower Gate」
  - 「Moonlight walker」
  - 「Take a "5″ Train」
  - 「今日もグッジョブ!!!」
  - 「Vanilla」

- X21
  - 「Xギフト」
  - 「少女X」
  - 「マジカル☆キス」

- NMB48
  - 「僕だけのSecret time」
  - 「夢に色がない理由」
  - 「しがみついた青春」
  - 「甘噛み姫」
  - 「挑発の青空」

- 遠藤ゆりか
  - 「モノクロームオーバードライブ」

- yukaDD
  - 「WRONG」

- EMPiRE
  - 「a journey」

- 小片リサ
  - 「どっち」

- 踊ってばかりの国
  - 「世界が見たい」
  - 「話はない」

- Official髭男dism
  - 「ビンテージ」

- Omoinotake
  - 「幾億光年」

- ORANGE RANGE
  - 「Hopping」
  - 「Ryukyu Wind」

か行
- GARI
  - 「IMAGE GLIDER」

- KEYTALK
  - 「HELLO WONDERLAND」
  - 「MATSURI BAYASHI」

- 菊池桃子
  - 「もうすぐ0時」

- 城南海
  - 「アイツムギ」

- グッドモーニングアメリカ
  - 「風と鳴いて融けてゆけ」

- ゲスの極み乙女。
  - 「パラレルスペック」
  - 「ノーマルアタマ」
  - 「スローに踊るだけ」

- go!go!vanillas
  - 「おはようカルチャー」

- Cody・Lee(李)
  - 「DANCE風呂a! feat. SIKK-O」

- GOLD RUSH
  - 「宝物」
  - 「ダイアモンド」
  - 「キミサンバ」
  - 「サヨナラスタート」

- こんどうようぢ
  - 「30th CENTURY BOY」
  - 「ぐるぐるんセカイ」

さ行
- 齊藤ジョニー
  - 「ハックルベリー・フィン」

- THE ORAL CIGARETTES
  - 「狂乱 Hey Kids!!」
  - 「CATCH ME」

- さくひま＊ひまさく
  - 「恋のダブルパンチ」

- the quiet room
  - 「Locus」
  - ｢Instant Girl｣

- ザ・コインロッカーズ
  - 「僕はしあわせなのか?」

- 塩ノ谷早耶香
  - 「Ocean Blue」
  - 「一輪花」
  - 「奇跡」
  - 「I WISH」
  - 「魔法」

- The Cigavettes
  - 「Ready To Leave」
  - 「Tales Of Long Summer」
  - 「We Rolled Again」

- ZICO
  - 「愛だった」

- 指田郁也
  - 「君とさよなら」
  - 「パラレル＝」

- ジェニーハイ
  - 「夏嵐」
  - 「PEAKY」

- 島谷ひとみ
  - 「故郷」
  - 「心のままに」

- 清水翔太
  - 「BYE×BYE」
  - 「Damage」
  - 「Good Life」

- Shout it Out
  - 「光の唄」
  - 「逆光」

- 白間美瑠
  - 「MELTY」

- 神聖かまってちゃん
  - 「イマドキの子」

- Superfly
  - 「Voice」
  - 「Farewell」

- 杉恵ゆりか
  - 「恒星進化論」
  - 「あなた、」
  - 「skirt」

- 鈴木雅之
  - 「道導」

- SixTONES
  - 「僕が僕じゃないみたいだ」

- ストレイテナー
  - 「シーグラス」

- sumika
  - 「春風」
  - 「願い」
  - 「溶けた体温、蕩けた魔法」

- SWAY
  - 「Never Say Goodbye feat. EXILE SHOKICHI & SALU」

- SOLIDEMO
  - 「Heroine」
  - 「ギミギミLOVE」
  - 「Rafflesia」

た行
- 竹内まりや
  - 「Dear Angie 〜あなたは負けない」
  - 「アロハ式恋愛指南」

- たこやきレインボー
  - 「絶唱!なにわで生まれた少女たち」
  - 「元気売りの少女 〜浪花名歌五十選〜」

- Czecho No Republic
  - 「レインボー」

- 超特急
  - 「Party Maker」

- DISH//
  - 「夢旅」

- テスラは泣かない。
  - 「アンダーソン」
  - 「cry cry cry」
  - 「Lie to myself」

- 東京スカパラダイスオーケストラ
  - 「遊戯みたいにGO」

- 堂島孝平
  - 「あのコ猫かいな」
  - 「シンクロナイズド・モーニング」
  - 「き、ぜ、つ、し、ちゃ、う」

- 東方神起
  - 「White」
  - 「TREE OF LIFE」
  - 「Time Works Wonders」「サクラミチ」

- TOMOO
  - 「らしくもなくたっていいでしょう」
  - 「ロマンスをこえよう」
  - 「HONEY BOY」

な行
- NakamuraEmi
  - 「チクッ」

- 七森中☆ごらく部
  - 「いぇす!ゆゆゆ☆ゆるゆり♪♪」
  - 「マジカル大☆大☆大冒険!」
  - 「ゆるゆりんりんりんりんりん」
  - 「ゆるゆり☆かぷりっちょ!!!」

- Nabowa
  - 「揺らぐ魚」

- Negicco
  - 「あなたと Pop With You!」

- Noa
  - 「See You… feat. LGYankees HIRO」
  - 「幸せの鍵」

- 乃木坂46
  - 「月の大きさ」
  - 「錆びたコンパス」
  - 「もしも心が透明なら」
  - 「ジャンピングジョーカーフラッシュ」
  - 「考えないようにする」
  - 「いつの日にか、あの歌を・・・」
  - 「100日目」

は行
- heidi.
  - 「恋愛リマインド」

- 秦基博
  - 「綴る」
  - 「言ノ葉」

- ハルカトミユキ
  - 「Vanilla」
  - 「ドライアイス」
  - 「マネキン」
  - 「シアノタイプ」
  - 「長い待ち合わせ」
  - 「Hate you」
  - 「その日がきたら」

- FALCO&SHINO
  - 「夢唄 feat. MAY'S, KG」

- BAND A
  - 「the help me」

- BsGirls
  - 「Diamond」

- BiS
  - 「STiLL BE CHiLD」
  - 「Sakura」

- ビッケブランカ
  - 「Take me Take out」

- 一青窈
  - 「ハナミズキ」

- 日向坂46
  - 「恋した魚は空を飛ぶ」
  - 「ブルーベリー＆ラズベリー」
  - 「友よ 一番星だ」
  - 「SUZUKA」

- 平手友梨奈
  - 「bleeding love」

- ピロカルピン
  - 「祈りの花」

- Who the Bitch
  - 「Hi! Jack!」
  - 「カリスマヒーロー」
  - 「赤いレモンティー」

- 藤巻亮太
  - 「大切な人」

- PUSHIM
  - 「笑えれば」

- Black Raison d'etre
  - 「INSIDE IDENTITY」

- FLOWER FLOWER
  - 「命」
  - 「パワフル」

- flumpool
  - 「強く儚く」
  - 「強く儚く 中国語ver.」

- BLUE ENCOUNT
  - 「ハミングバード」

- ブルーベリーソーダ
  - 「天使が通る」

- Hey! Say! JUMP
  - 「DEAR MY LOVER」

- BoA
  - 「FLY」

- 僕が見たかった青空
  - 「友よ ここでサヨナラだ」

- ぽこた
  - 「ドキドキ☆夏恋物語」
  - 「暗闇のシンデレラ」
  - 「ワンチャン僕の女神様っ!!!」

ま行
- マカロニえんぴつ
  - 「ミスター・ブルースカイ」

- MAN WITH A MISSION
  - 「Dog Days」

- 三浦涼介
  - 「escape」

- 水瀬いのり
  - 「夢のつぼみ」

- meme tokyo.
  - 「メランコリックサーカス」

- 三森すずこ
  - 「会いたいよ...会いたいよ!」
  - 「約束してよ?一緒だよ!」
  - 「ユニバーページ」
  - 「サンシャインハーモニー」
  - 「せいいっぱい、つたえたい!」
  - 「Heart Collection」
  - 「Wonderland Love」
  - 「Light for Knight」
  - 「Xenotopia」

- MUCC
  - 「ハイデ」

- MAY'S
  - 「Just For You 〜君だけが僕の未来〜」
  - 「WAになっておどろう 〜ILE AIYE〜 feat. Fatman Scoop, ハーフ芸人オールスターズ」

や行
- 矢島舞美
  - 「雨」

- YUI
  - 「Good-bye days 〜2012 ver.〜」
  - 「feel my soul 〜2012 ver.〜」

- 吉井和哉
  - 「(Everybody is) Like a Starlight」

ら行
- RADWIMPS
  - 「会心の一撃」
  - 「記号として」

- LOVE
  - 「君は僕のセンユウ」
  - 「テレパス」

- LOVE LOVE LOVE
  - 「プラネタリウム」

- Little Glee Monster
  - 「ヒカルカケラ」
  - 「OVER」
  - 「いつかこの涙が」
  - 「CLOSE TO YOU」
  - 「I Feel The Light featuring Earth, Wind & Fire」
  - 「Join Us!」
  - 「今この瞬間を」シンガロングMV
  - 「For Decades」

- Rihwa
  - 「Snowing Day」

- 緑黄色社会
  - 「サマータイムシンデレラ」
  - 「マジックアワー」

- LILI LIMIT
  - 「Festa」

- LUHICA
  - 「手鎖の月」

- Rei
  - 「COCOA」

- Leola
  - 「Puzzle」

- Reol
  - 「secret trip」

わ行
- WaT
  - 「はじまりの時」

### DVD
- NICO Touches the Walls『TOUR 2010 ミチナキミチ』
- Bank Band with Great Artists『ap bank fes '10』『ap bank fes '11 Fund for Japan』『ap bank fes '12 Fund for Japan』
- NICO Touches the Walls We are Passionate Messenger
- NICO Touches the Walls『TOUR 2012 "Ground of HUMANIA"』

### テレビ番組
- 2012年 SPACE SHOWER TV STATION ID "DANCING WITH THE LIGHTS"（サカナクション）
- 2012年 FTISLAND SPACE SHOWER TV「FTISLAND スペシャル」

### その他
- 明光義塾 「おしえるしごと、おそわるしごと」
- 乃木坂46 星野みなみ 個人PV「blog hamlet!」
- 乃木坂46 衛藤美彩 個人PV「MISA AND SAMMY IN THEIR AWKWARD　MOMENTS ミサとサミーの気まずい関係」
- 乃木坂46 冨里奈央 個人PV「My Rabbit Jump」
- 乃木坂46 瀬戸口心月 個人PV「the script / JYG-2151-2507」
- 欅坂46 土生瑞穂 個人PV「連鎖反脳」
- 欅坂46 平手友梨奈 個人PV「＞＞＞ swIming/girrrrrl ＜＜＜」